# Massagno
Massagno is een gemeente en plaats in het Zwitserse kanton Ticino, en maakt deel uit van het district Lugano.
Massagno telt 5685 inwoners.